# Социална кухня в Аройос
„Социална кухня в Аройос“ (на португалски: Sopa dos Pobres em Arroios) е картина от португалския художник Домингос Секиера от 1813 г.
Картината е нарисувана върху хартия, има размери 42 x 78 cm.
Представя сцена на изтеглящи се бежанци в околностите на Лисабон и даването им на храна. Включена е в колекцията на Националната библиотека на Португалия в Лисабон.